# Benner Motor Car Company
Benner Motor Car Company war ein US-amerikanischer Hersteller von Automobilen.

## Unternehmensgeschichte
R. P. Benner reparierte und studierte ab etwa 1900 Automotoren in seiner Werkstatt in New York City. Im Mai 1908 gründete er ein eigenständiges Unternehmen zur Automobilproduktion am Broadway. Im Oktober 1908 begann die Produktion von Automobilen. Der Markenname lautete Benner. 1909 endete die Produktion. Insgesamt entstanden rund 200 Fahrzeuge.

## Fahrzeuge
Die einzige Fahrzeugreihe wurde Six genannt. Ein selbst entwickelter Sechszylindermotor mit OHV-Ventilsteuerung trieb die Fahrzeuge an. Die Motorleistung war mit 25/30 PS angegeben. Das Fahrgestell hat 254 cm Radstand. Zur Wahl standen Model A als zweisitziger Runabout, Model B als dreisitziger Roadster und Model C als viersitziger Tourabout.

## Modellübersicht
| Jahr | Modell | Ausführung | Zylinder | Leistung (PS) | Radstand (cm) | Aufbau             |
| ---- | ------ | ---------- | -------- | ------------- | ------------- | ------------------ |
| 1909 | Six    | Model A    | 6        | 25/30         | 254           | Runabout 2-sitzig  |
| 1909 | Six    | Model B    | 6        | 25/30         | 254           | Roadster 3-sitzig  |
| 1909 | Six    | Model C    | 6        | 25/30         | 254           | Tourabout 4-sitzig |